# Rekorder
Ein Rekorder (von lateinisch: recordari = sich erinnern) ist ein Gerät zum Aufzeichnen und Wiedergeben von elektrischen Signalen, insbesondere audiovisueller Art. Die Signalaufzeichnung durch einen Rekorder kann analog oder digitalisiert erfolgen.

## Gerätetypen

Revox PR99 Mk II, etwa 1985.

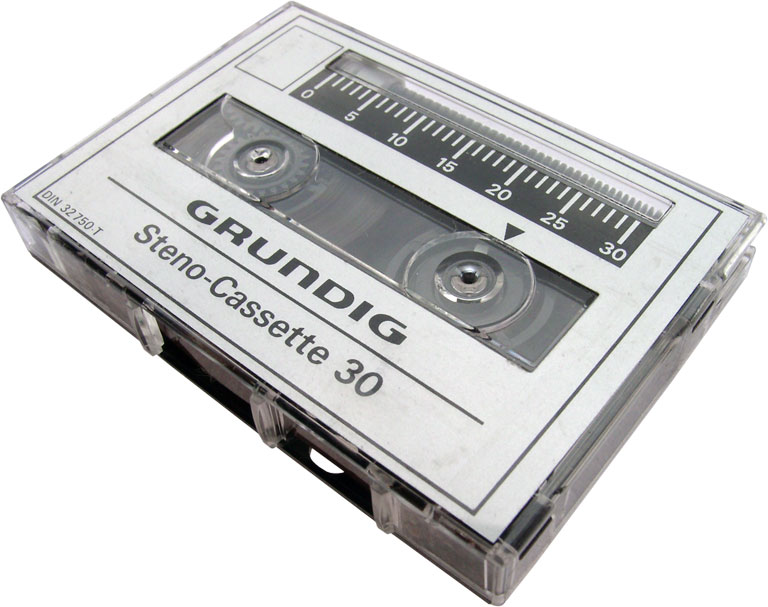
Diktiergerät-Tonbandkassette (1970er Jahre)

Es gibt unterschiedliche Gerätetypen, zum Beispiel:
- Audiorekorder:
  - Tonbandgeräte
  - Kassettenrekorder
  - Diktiergeräte, geeignet für Sprachaufzeichnungen, also z. B. Sprachnotizen oder Diktate. Manchmal laufen Diktiergeräte auch unter der Bezeichnung Notizgeräte. Hiervon zu unterscheiden sind digitale Rekorder. Diese sind hochwertiger und können wegen eines größeren Frequenzbereiches auch für Musikaufnahmen genutzt werden
  - Anrufbeantworter
  - Voice Recorder zur Registrierung von Geräuschen und Gesprächen im Flugverkehr
  - Digitale Rekorder, die alle Tonsignale digital auf Speicherkarten aufzeichnen
- Videorekorder:
  - DVD-Rekorder
  - CD-Brenner
  - Festplattenrekorder
- Kombinationen unterschiedlicher Geräte, zum Beispiel:
  - Radiorekorder

## Medienarten
- Audio: Geräusche, Musik, Hörspiele usw.
- Video: laufende Bilder, meistens auch mit Audio
- andere Signalarten: Hirnströme, Herzströme (z. B. Messschreiber in der Physik, Medizin usw.), derartige Aufzeichnungsgeräte werden allerdings meistens nicht als „Rekorder“ bezeichnet.

## Technik: Aufnahmesysteme

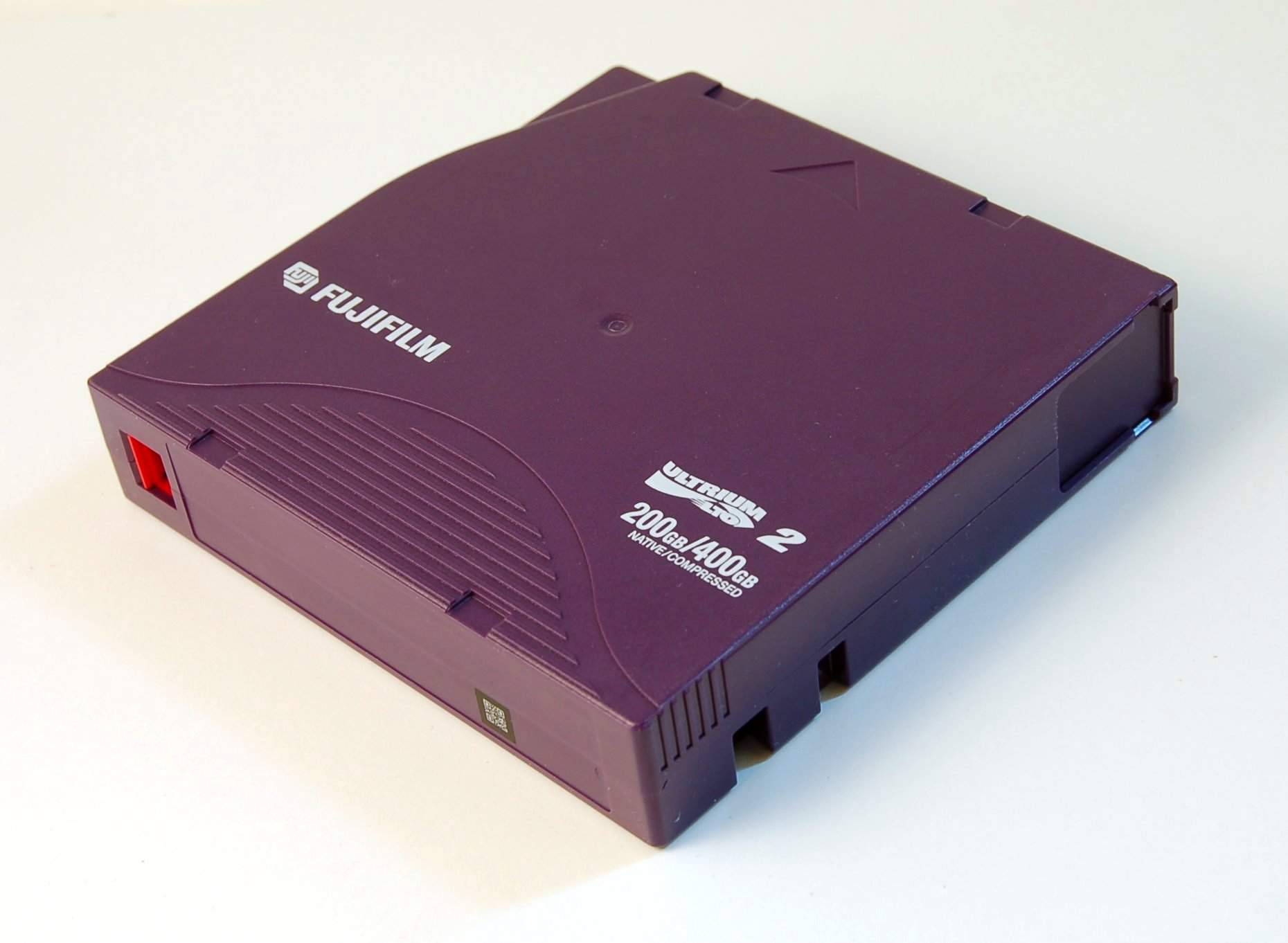
LTO Magnetbandkassette, Technik entwickelt Ende der 1990er

- Magnetische Aufzeichnung durch eine Spule auf magnetisierbaren Kunststoffbändern (auch in einem festen Gehäuse: Kassette) mithilfe eines (Kassetten-)Rekorders
  - analoge Aufnahme (CC, VHS, betamax, Video 8)
  - digitale Aufnahme (DCC, DAT, DV)
- Laser-Aufzeichnung auf eine CD, Laserdisc, MD, DVD
  - nur digitale Aufnahme
- magnetische Aufzeichnung auf Festplatten (Harddisk Recording, Microdrive)
- Speicherung auf Speicherchips (ICs) (Compact Flash, Smart Media, MultiMediaCard, SD-Card/xD-Card, Memory Stick)
  - nur digitale Aufnahme
- Messwert-Zeit-Diagramm - Speicherung mittels eines Stiftes auf ein Endlospapier mit gleichmäßigem Vorschub
  - analog (Messschreiber, Plotter)